# Sommer-Paralympics 2016/Teilnehmer (Gambia)
| stlisierte Goldmedaille | stlisierte Silbermedaille | stlisierte Bronzemedaille |
| ----------------------- | ------------------------- | ------------------------- |
| —                       | —                         | —                         |

Gambia entsandt einen Athleten zu den Paralympischen Sommerspielen 2016 in Rio de Janeiro, den Leichtathleten Demba Jarju. Dieser trat im 100m-T54-Lauf an und schied nach den Vorläufen aus. Er konnte entsprechend keine Medaille gewinnen.

## Teilnehmer nach Sportart

### Leichtathletik
| Männer      |           |           |   |   |   |               |               |               |               |               |               |               |
| Demba Jarju | 100 m T54 | 18,82 sek | 7 | - | - | ausgeschieden | ausgeschieden | ausgeschieden | ausgeschieden | ausgeschieden | ausgeschieden | ausgeschieden |